# NGC 8
NGC 8 je asterismus dvou zcela nesouvisejících hvězd (spektrálních typů K6I a G4) v souhvězdí Pegase, téměř na hranicích se souhvězdím Andromedy. Objevil ji 29. září 1865 Otto Wilhelm von Struve. Nachází se přibližně 2,7 obloukových minut od NGC 9.
Obě hvězdy navzájem spolu nesouvisí, v pohledu ze Země se pouze promítají do stejného směru, přičemž bělejší, méně jasná hvězda je žlutým obrem spektrální třídy G4 ve vzdálenosti přibližně 10 tisíc světelných let a žlutější jasnější hvězda je super obří hvězdou spektrální třídy K6I v minimální vzdáleností 215 tisíc světelných let, mimo naši Galaxii. Obě hvězdy se nachází mimo galaktický disk Mléčné dráhy, bližší je 10 tisíc světelných let jižně od disku Mléčné dráhy o tloušťce 1 000 světelných let. Druhá hvězda se nachází nejméně 130 000 světelných let jižně od disku, a nachází se úplně mimo samotnou Mléčnou dráhu a její vzdálenost od galaktického jádra je nejméně 220 tisíc světelných let.